# Tarallo

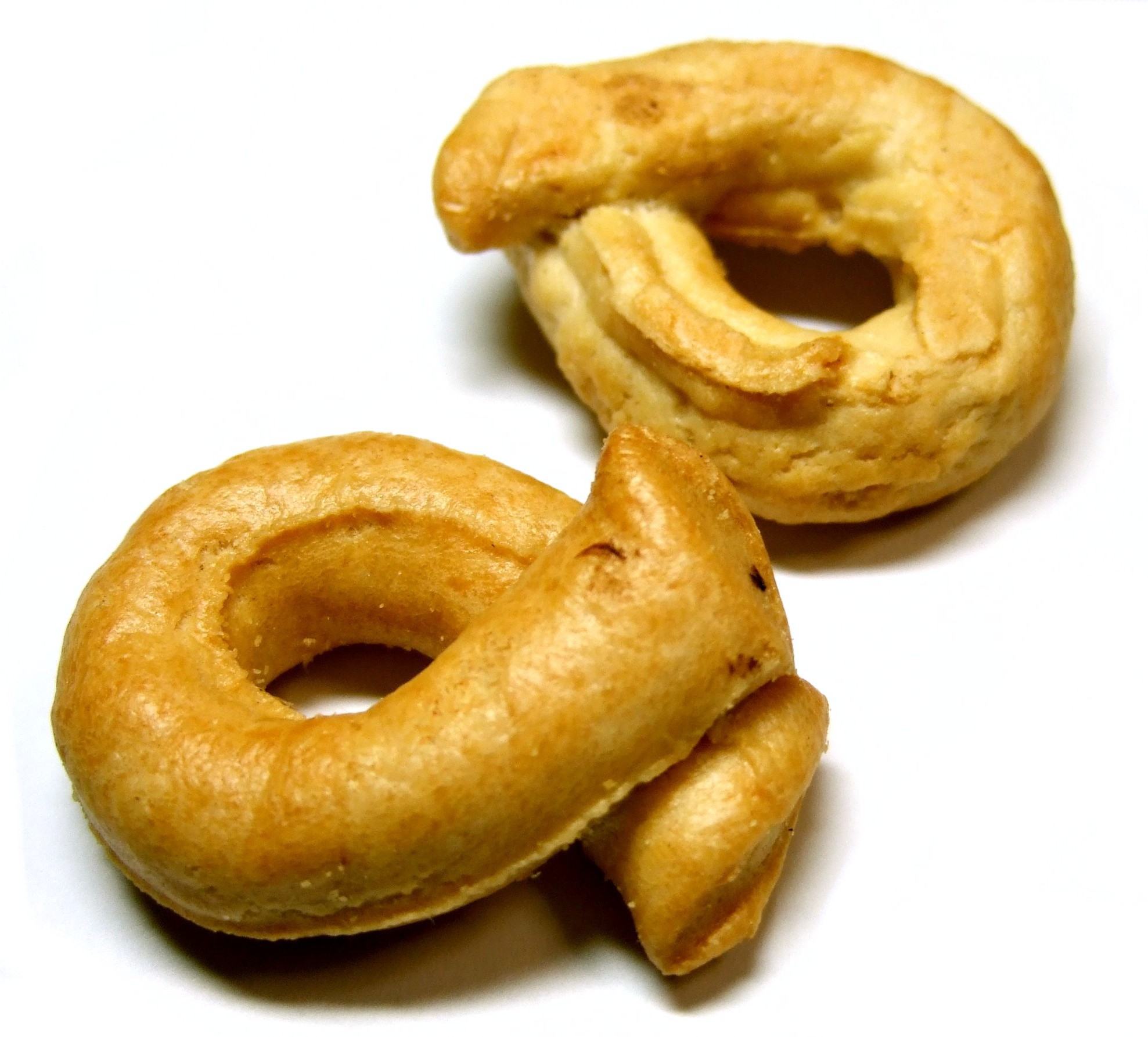
Tarallini.

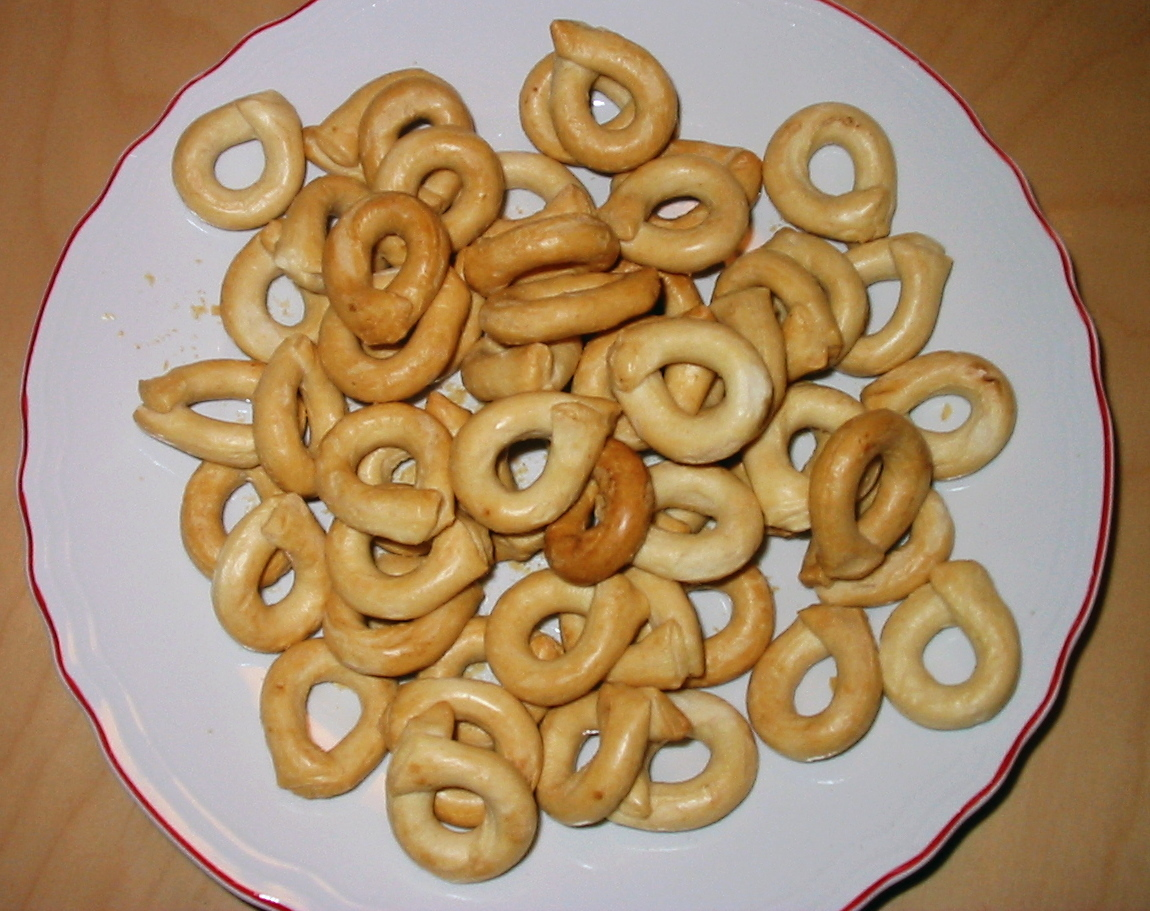
Tarallini.

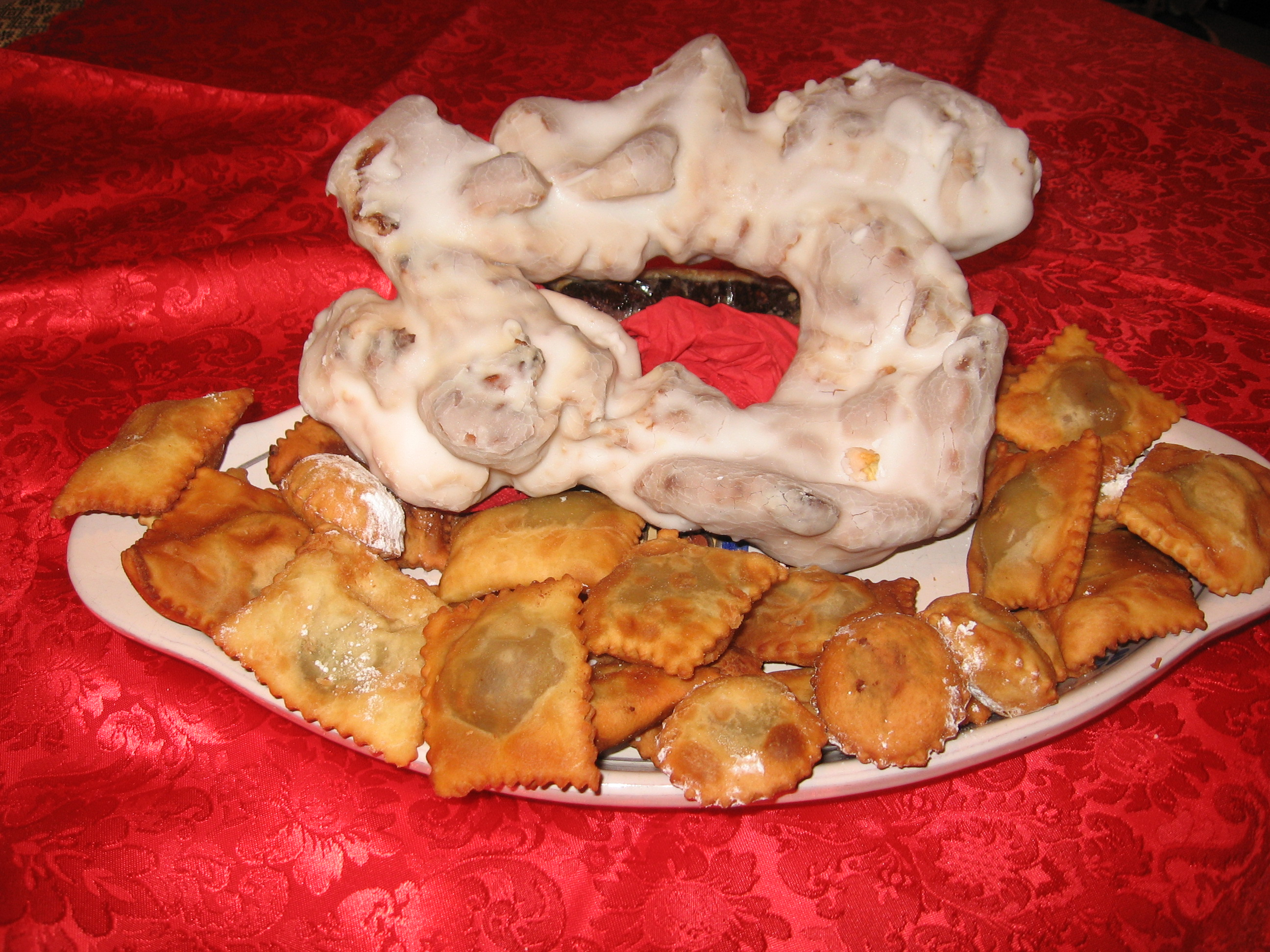
Tarallo aviglianese con calzoncelli.

El tarallo o tarallino es un producto horneado típico de Apulia, Basilicata, Campania y Calabria clasificado por el Ministerio de Agricultura italiano como producto agroalimentario tradicional. Sin embargo, se produce en otras regiones de Italia, como por ejemplo Basilicata, donde existe una variante (la tarallo aviglianese) hecha pasta de azúcar fundida y aromatizada con anís, que le permite tener un color blanco nieve.
El producto tiene muchas variantes según la zona de producción. Básicamente es una rosquilla con levadura al horno. La masa base se hace con harina, agua, aceite y sal.

## Reconocimiento
Los taralli y sus variantes son productos agroalimentarios tradicionales reconocidos en las siguientes regiones:
- Apulia:
  - Taralli
  - Taralli neri con vincotto (negros con vincotto)
  - Taralli con zucchero (con azúcar)
  - Taralli al cioccolato (al chocolate)
  - Taralli con albume d'uovo (con clara de huevo)
  - Taralli alla pizzaiola
  - Taralli ai semi di finocchio (con semilla de hinojo)
- Basilicata:
  - tarallini ai semi di finocchio
  - tarallini ai peperoni cruschi
  - taralli allo zucchero
  - taralli all'aviglianese con zucchero
- Campania:
  - Taralli intrecciati (entrelazados)
  - Tarallini al vino
  - Tarallo con le mandorle (con almendra)
  - Tarallo con l'uovo (con huevo)
  - Tarallo di Agerola
  - Tarallo sugna e pepe (manteca y pimiento)
  - Tarallucci al naspro (glaseados)
- Calabria:
  - Taralli bianchi (blancos)
  - Taralli morbidi (tiernos)
  - Tarallini ai semi di anice (con semilla de anís)
  - Tarallini ai semi di finocchio (con semilla de hinojo)
  - Tarallini al peperoncino (al pimentón)
- Lacio:
  - Taralli
- Molise:
  - Taralli con semi di finocchio (con semilla de hinojo)